# Lübz
Lübz  är en stad i det nordtyska förbundslandet Mecklenburg-Vorpommern.
Kommunen ingår i kommunalförbundet Amt Eldenburg Lübz tillsammans med kommunerna Gallin-Kuppentin, Gehlsbach, Granzin, Kreien, Kritzow, Passow, Ruhner Berge, Siggelkow och Werder.

## Geografi
Lübz är belägen mellan städerna Parchim och Plau am See i distriktet Ludwigslust-Parchim.  Genom staden rinner floden Elde.
I dag har staden sex ortsdelar: Bobzin, Broock (sedan 2009), Lübz, Riederfelde, Ruthen och Wessentin (sedan 2009).

## Historia
På den nuvarande stället av Lübz fanns en ort, som kallades Lubicz. Orten omnämns första gången 1224. Under 1200-talet tillhörde Lübz herrskapet Parchim och kom till hertigdömet Mecklenburg-Stargard 1352. 1471 blev Lübz en del av hertigdömet Mecklenburg.

### 1800-talet
Under 1800-talet utvecklades industrin i Lübz. Bland annatt grundades ett bryggeri (1877) och en sockerfabrik (1893) i staden. 1886 anslöts Lübz till den nya järnvägslinjen, som går mellan  Parchim och Waren.

### Östtyska tiden och tyska återföreningen
Under DDR-tiden var staden Lübz huvudorten av distriktet med samma namn (mellan 1952 och 1994), som var belägen inom länet Schwerin.
Efter den tyska återföreningen sammanslogs de dåvarande östtyska distrikten Parchim och Lübz med delar av distrikten Schwerin-Land och Sternberg (1994). Staden Parchim blev den nya huvudorten i det nyskapade distriktet Parchim.

### Befolkningsutveckling
Befolkningsutveckling  i Lübz
Källa:,,

## Vänorter
Lübz har följande vänorter:
- Halstenbek i Tyskland
- Hartkirchen, i Österrike
- Oyama, i Japan
- Valga, i Estland

## Kommunikationer
Lübz ligger vid den mecklenburgska sydbanan, som förbinder Ludwigslust och Waren. Sträckan drivs i dag av järnvägsbolaget ODEG.
Genom staden går förbundsvägen B 191 (tyska: Bundesstraße), som går mellan Celle och Plau am See.